# Carlos Bernardes
Carlos Alberto Bernardes Junior (São Caetano do Sul, ...) è un ex giudice di tennis brasiliano.

## Carriera
Ha iniziato ad arbitrare nel 1984 in Brasile e sei anni dopo ha ottenuto la certificazione Gold, la più alta concessa dall'International Tennis Federation. Durante il Roland Garros 2006 è stato il primo sudamericano a fare da giudice di sedia in un torneo dello Slam e nella stessa stagione ha arbitrato la finale degli US Open tra Roger Federer e Andy Roddick. Vanta due altre presenze in finali Slam, agli US Open 2008 e a Wimbledon 2011, ha inoltre ricoperto lo stesso ruolo alle Olimpiadi e alle ATP Finals.
Nel gennaio 2021 mentre si trovava a Melbourne per gli Australian Open ha subito un attacco cardiaco che l'ha tenuto lontano dai campi per diversi mesi tornando operativo durante il torneo di Monte Carlo, ha annunciato il ritiro alla fine della stagione 2024 dopo oltre 8000 incontri arbitrati e aver condiviso il terreno di gioco con ventiquattro diversi tennisti numeri uno al mondo.